# ملکه شارلوت: داستان بریجرتون
ملکه شارلوت: داستان بریجرتون (انگلیسی: Queen Charlotte: A Bridgerton Story) یک مجموعه تلویزیونی تاریخی آمریکایی ساخته شده توسط شاندا رایمز برای نتفلیکس است. این مجموعه اسپین‌آف پیش‌درآمد مجموعه نتفلیکس، بریجرتون است. این مجموعه در ۴ مه ۲۰۲۳ از نتفلیکس منتشر شد و دارای ۶ قسمت حدوداً یک ساعته است.

## بازیگران
- ایندیا آمارتایفیو
- آجوآ آندو
- میشل فرلی
- روث گمل
- گلدا روشوول
- جولی اندروز